# Municipio de Putnam (Pensilvania)
El municipio de Putnam (en inglés: Putnam Township) es un municipio ubicado en el condado de Tioga en el estado estadounidense de Pensilvania. En el año 2000 tenía una población de 428 habitantes y una densidad poblacional de 262.3 personas por km².

## Geografía
El municipio de Putnam se encuentra ubicado en las coordenadas 41°47′48″N 77°04′18″O / 41.79667, -77.07167.

## Demografía
Según la Oficina del Censo en 2000 los ingresos medios por hogar en la localidad eran de $26,800 y los ingresos medios por familia eran $32,083. Los hombres tenían unos ingresos medios de $24,038 frente a los $20,278 para las mujeres. La renta per cápita para la localidad era de $14,349. Alrededor del 8,4% de la población estaban por debajo del umbral de pobreza.